# المنشأة الكبرى (الغربية)
المنشأة الكبرى إحدى قرى مركز السنطة التابع لمحافظة الغربية بجمهورية مصر العربية، ويجاورها قرى كفر نواى والرجبية والسملاوية ومسهلة.

## التاريخ
قرية المنشأة الكبرى من القرى القديمة، حيث وردت باسم «منشية نسهنه» في أعمال جزيرة قوسينا ضمن قرى الروك الصلاحي التي أحصاها ابن مماتي في كتاب قوانين الدواوين، كما وردت باسم «المنشيه القرعا» في أعمال الغربية ضمن قرى الروك الناصري التي أحصاها ابن الجيعان في كتاب «التحفة السنية بأسماء البلاد المصرية». وفي العصر العثماني وردت باسم «المنشيه القرعا» في التربيع العثماني الذي أجراه الوالي العثماني سليمان باشا الخادم في عصر السلطان العثماني سليمان القانوني ضمن قرى ولاية الغربية، وفي تاريخ 1228هـ/1813م الذي عدّ قرى مصر بعد المسح الذي قام به محمد علي باشا باسم «المنشأة القرعة» ضمن قرى مديرية الغربية. 
كانت القرية من توابع مركز زفتى ثم فصلت عنه في 17 مارس 1927 ونقلت لمركز السنطة لقربها من الأخير، وتغير الاسم إلى «المنشأة الكبرى» سنة 7 أكتوبر 1931م لاستهجان اسم القرعة.

## السكان
بلغ عدد سكان المنشأة الكبرى 14,164 نسمة حسب تقدير عام 2018.
| السنة  | 1882 | 1897 | 1907 | 1947 | 1960 | 1976 | 1986 | 1996 | 2006  | 2018   |
| ------ | ---- | ---- | ---- | ---- | ---- | ---- | ---- | ---- | ----- | ------ |
| القرية | 2052 | 3298 | 3152 | 3372 | 4047 | 5477 | 6920 | 8367 | 9,732 | 14,164 |